# Brent Bookwalter
Brent Bookwalter (* 16. Februar 1984 in Albuquerque) ist ein ehemaliger US-amerikanischer Radrennfahrer.

## Karriere
Bookwalter wurde 2005 amerikanischer Vizemeister im Zeitfahren der U23-Klasse. Ab Juli desselben Jahres fuhr er für das Continental Team Advantage Benefits Endeavour (ab 2006: Priority Health). 2006 wurde er nationaler U23-Meister im Zeitfahren.
Im Jahr 2008 wechselte Bookwalter zum damaligen Professional Continental Team BMC Racing Team, welches 2011 eine Lizenz als ProTeam erhielt. Beim Giro d’Italia 2010 wurde er Zweiter im Prologzeitfahren. Sein erster individueller Erfolg in einem internationalen Rennen gelang ihm 2013 bei der Auftaktetappe der Tour of Qatar. 2015 gewann er einen Abschnitt der USA Pro Challenge. Er nahm an den Olympischen Spielen 2016 teil und wurde 15. des Straßenrennens sowie 23. des Zeitfahrens. Im Jahr 2017 gewann Bookwalker eine Etappe der Tour of Utah.
Nach acht Jahren bei BMC wechselte Bookwalker zur Saison 2019 zum australischen UCI WorldTeam Mitchelton-Scott.

## Sportpolitik
Bookwalter war 2014 einer der Mitbegründer der Fahrervereinigung Association of North American Professional Racing Cyclists, einer Teilorganisation der Cyclistes Professionnels Associés.

## Erfolge
2006
- US-amerikanischer Meister – Einzelzeitfahren (U23)

2013
- eine Etappe und Mannschaftszeitfahren Tour of Qatar

2014
- Mannschaftszeitfahren Giro del Trentino

2015
- Punktewertung Tour of Utah
- eine Etappe USA Pro Challenge

2017
- Mannschaftszeitfahren Katalonien-Rundfahrt
- eine Etappe Tour of Utah

2018
- Mannschaftszeitfahren Valencia-Rundfahrt

2019
- Mannschaftszeitfahren Tirreno-Adriatico
- Mannschaftszeitfahren Settimana Internazionale
- Mannschaftszeitfahren Czech Cycling Tour

## Grand-Tour-Platzierungen
| Grand Tour            | 2010 | 2011 | 2012 | 2013 | 2014 | 2015 | 2016 | 2017 | 2018 | 2019 | 2020 | 2021 |
| --------------------- | ---- | ---- | ---- | ---- | ---- | ---- | ---- | ---- | ---- | ---- | ---- | ---- |
| Giro d’ItaliaGiro     | 95   | –    | –    | –    | 68   | 66   | –    | –    | –    | DNF  | DNF  | –    |
| Tour de FranceTour    | 147  | 112  | –    | 91   | –    | –    | 117  | –    | –    | –    | –    | –    |
| Vuelta a EspañaVuelta | –    | –    | 78   | –    | –    | –    | –    | –    | 66   | –    | –    | –    |